# Cung điện Gresham

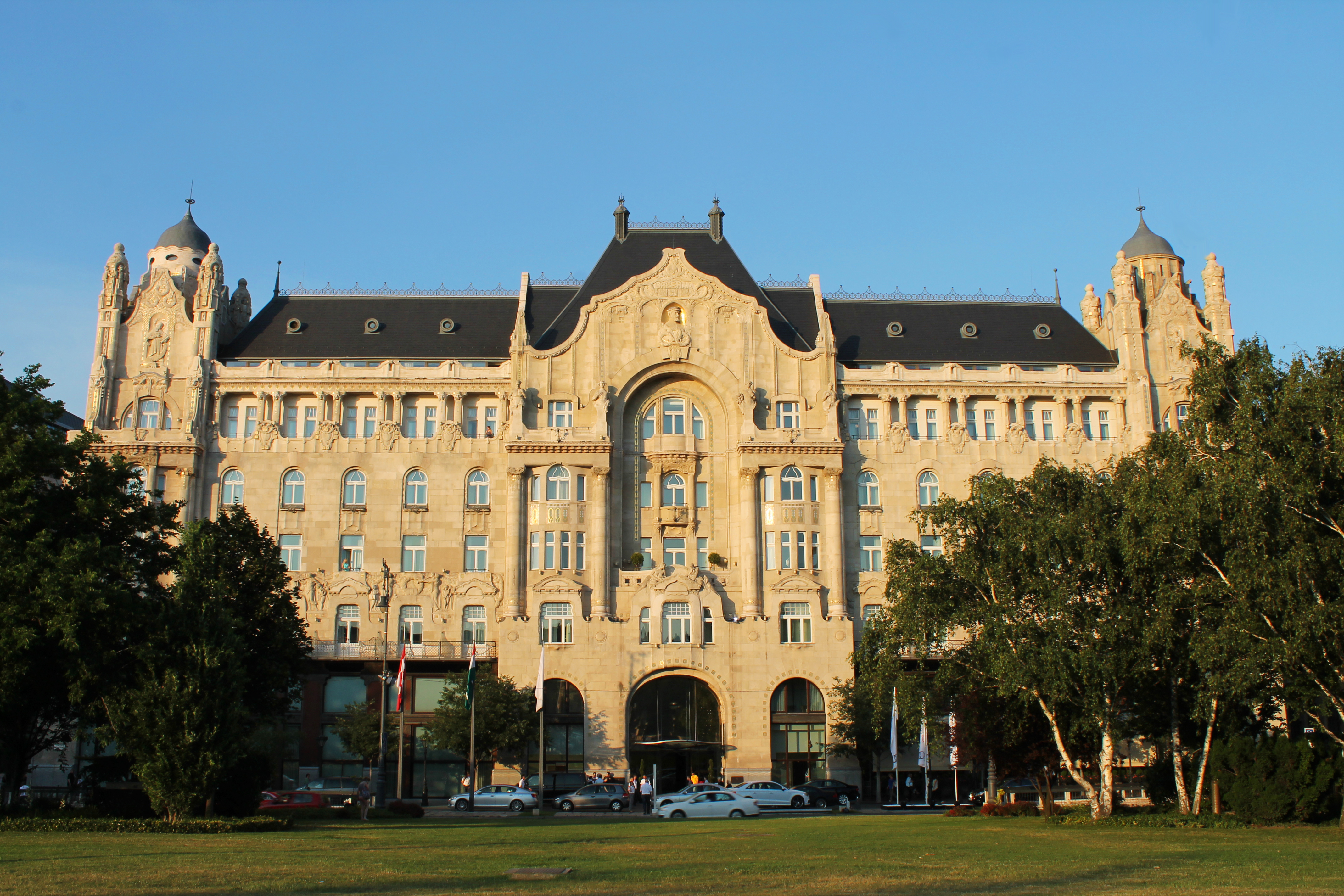
Khách sạn Bốn Mùa ở Cung điện Gresham Budapest

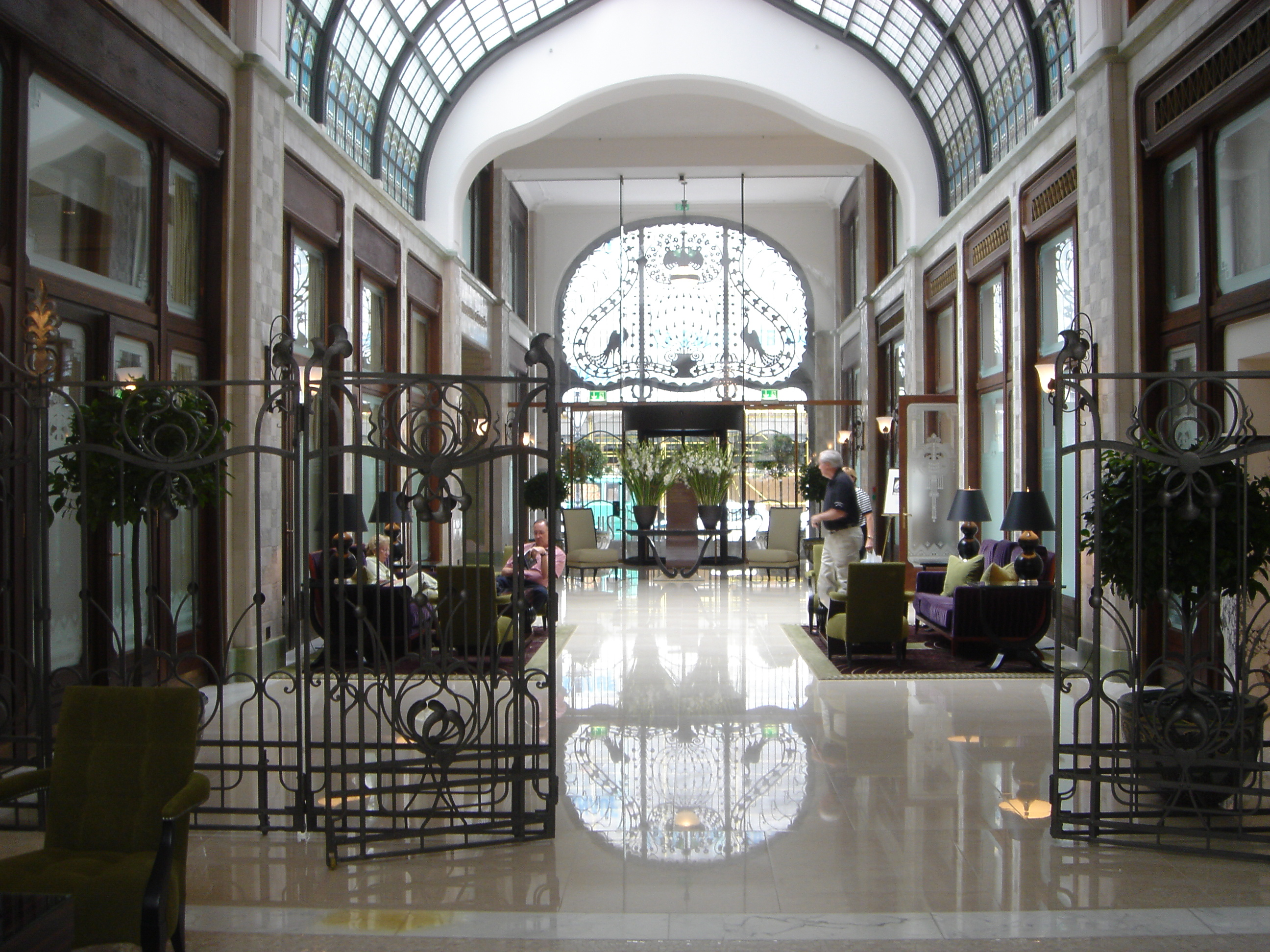
Nội thất của Cung điện Gresham

Cung điện Gresham (tiếng Hungary: Gresham-palota) là một tòa nhà nổi tiếng ở thủ đô Budapest, Hungary được xây dựng theo lối kiến trúc Tân nghệ thuật. Công trình hoàn thành xây dựng vào năm 1906 và đưa vào sử dụng như một tòa nhà văn phòng và căn hộ. Khi mới thành lập, cung điện Gresham có tên là Cung điện Khách sạn Bốn Mùa Gresham Budapest do tập đoàn Four Seasons Hotels quản lý. Cung điện nằm dọc theo sông Danube, tiếp giáp với Quảng trường Széchenyi và ga phía Đông của Cầu Xích Széchenyi.

## Lịch sử
Trước khi xây dựng mở rộng, cung điện Gresham từng thuộc quản lí bởi Nákó House, một cung điện tân cổ điển được xây dựng năm 1827. Đến năm 1880, Công ty Bảo hiểm Nhân thọ Gresham có trụ sở tại London mua lại công trình này nhằm tạo thêm thu nhập cho công ty từ tiền cho thuê văn phòng và căn hộ. Họ đưa ra quyết định này vì các công ty bảo hiểm ở Anh trong thời gian này đầu tư tiền vào cổ phiếu là bất hợp pháp, nhưng thu nhập từ tiền cho thuê là khoản đầu tư hợp pháp và được chấp nhận. Sau đó, công ty quyết định thành lập trụ sở nước ngoài của mình tại đây, tuy nhiên họ cần một không gian rộng rãi hơn. Để giải quyết vấn đề này, công ty thuê hai kiến trúc sư địa phương là Zsigmond Quittner và Jozsef Vago thiết kế cấu trúc mới cho toà nhà. Tòa nhà chính thức được tu sửa và xây dựng mở rộng vào năm 1904 và hoàn thành vào năm 1906, mở cửa vào năm 1907. Cung điện Gresham đặt theo tên của nhà tài chính người Anh thế kỷ 16, Ngài Thomas Gresham, người sáng lập Sở giao dịch Hoàng gia ở London.
Sau khi hoàn thành xây dựng, cung điện được sử dụng làm tòa nhà văn phòng và cung cấp căn hộ cho các nhân viên cấp cao của công ty Gresham. Tuy nhiên, khi Thế chiến thứ hai bùng nổ, tòa nhà bị Hồng quân Liên Xô chiếm đóng và sử dụng làm doanh trại. Chiến tranh kết thúc, tình trạng của toàn nhà trở nên mục nát, xuống cấp trầm trọng và sử dụng làm một tòa nhà chung cư tạm bợ trong thời Cộng hòa Nhân dân Hungary. Tới năm 1990, sau khi chế độ cộng sản chấm dứt, chính phủ Hungary quyết định trao lại cung điện cho thủ đô Budapest quản lí.
Vào năm 1991, Tập đoàn Oberoi tiến hành ký kết một thỏa thuận quản lý một khách sạn bên trong tòa nhà. Tuy nhiên thỏa thuận này lập tức gây nên cuộc chiến pháp lý giữa tập đoàn với cư dân của tòa nhà và Oberoi phải bỏ cuộc vào năm 1995. Năm 1998, Gresco Investments Ltd mua lại cung điện và trình lên Hội đồng Di sản Budapest kế hoạch tu sửa lại tòa nhà (theo như bản thiết kế mới thì phong cách kiến trúc tân cổ điển ban đầu vẫn giữ nguyên). Kế hoạch này nhanh chóng được Hội đồng chấp thuận và Gresco huy động 85 triệu đô la để thực hiện nó. Năm 1999, công việc tu sửa chính thức bắt đầu dưới sự giám sát và quản lý của tập đoàn Four Seasons.
Năm 2001, công ty đầu tư Ailen Quinlan Private mua lại cung điện, sau khi trải qua nhiều chủ sở hữu. Tất nhiên họ cũng muốn tái thiết lại toàn bộ cấu trúc tòa nhà như một khách sạn sang trọng. Một số chi tiết được khôi phục theo kiến trúc ban đầu như cầu thang lớn, kính màu, đồ khảm, đồ sắt và khu vườn mùa đông. Sau khi hoàn tất xây dựng, cung điện mở cửa trở lại vào tháng 6 năm 2004. Vào tháng 11 năm 2011, tòa nhà được Quỹ Dự trữ Chung của Nhà nước Oman mua lại, mặc dù tập đoàn Four Seasons vẫn tiếp tục quản lý. Ngày nay, cung điện Gresham có tới 179 phòng khách chia thành 17 dãy phòng.